# پائولا هاولز
پائولا هاولز (انگلیسی: Paula Howells؛ زادهٔ ۲۲ مارس ۱۹۹۷) بازیکن فوتبال اهل انگلستان است که در پست هافبک برای باشگاه لوئیس در لیگ قهرمانی زنان انگلستان بازی می‌کند.
وی همچنین در تیم‌های ملی فوتبال زیر ۱۹ سال زنان انگلستان و ۲۳ سال زنان انگلستان بازی کرده است.